# Sebastián Granero de Alarcón
Sebastián Granero de Alarcón (Cuenca, España, fines del siglo XVI - ca. 1639-1640) fue un militar español.
Fue hijo de Antonio Granero de Alarcón y Ana Pérez Coronado, pertenecientes a familias hidalgas de Cuenca.
Participó como capitán de artillería en La Mamora (Marruecos) en 1614 y como teniente general de artillería de tierra y mar en el asedio de la plaza de Salvador de Bahía en el Brasil en 1625. Fue castellano de la Torre de Belem en Lisboa durante varios años.
En 1626 se le concedió el hábito de caballero de la Orden de Santiago.
De 1630 a 1631 y de 1633 a 1637 fue gobernador de Larache (Marruecos) y tuvo un enfrentamiento con las tropas del morabito Ahmad al-Malkí al-Ayashi.
En 1638, durante la guerra franco-española fue maestre de campo de un tercio destinado al socorro de Fuenterrabía, e integrado por varias compañías, entre ellas la de don Rodrigo de Tapia y Alarcón. Fue gobernador general de artillería durante las actividades del socorro a Fuenterrabía. Falleció poco después.